# AP1M1
AP1M1 (англ. Adaptor related protein complex 1 mu 1 subunit) – білок, який кодується однойменним геном, розташованим у людей на короткому плечі 19-ї хромосоми. Довжина поліпептидного ланцюга білка становить 423 амінокислот, а молекулярна маса — 48 587.
| 10         |  | 20         |  | 30         |  | 40         |  | 50         |
| ---------- |  | ---------- |  | ---------- |  | ---------- |  | ---------- |
| MSASAVYVLD |  | LKGKVLICRN |  | YRGDVDMSEV |  | EHFMPILMEK |  | EEEGMLSPIL |
| AHGGVRFMWI |  | KHNNLYLVAT |  | SKKNACVSLV |  | FSFLYKVVQV |  | FSEYFKELEE |
| ESIRDNFVII |  | YELLDELMDF |  | GYPQTTDSKI |  | LQEYITQEGH |  | KLETGAPRPP |
| ATVTNAVSWR |  | SEGIKYRKNE |  | VFLDVIESVN |  | LLVSANGNVL |  | RSEIVGSIKM |
| RVFLSGMPEL |  | RLGLNDKVLF |  | DNTGRGKSKS |  | VELEDVKFHQ |  | CVRLSRFEND |
| RTISFIPPDG |  | EFELMSYRLN |  | THVKPLIWIE |  | SVIEKHSHSR |  | IEYMIKAKSQ |
| FKRRSTANNV |  | EIHIPVPNDA |  | DSPKFKTTVG |  | SVKWVPENSE |  | IVWSIKSFPG |
| GKEYLMRAHF |  | GLPSVEAEDK |  | EGKPPISVKF |  | EIPYFTTSGI |  | QVRYLKIIEK |
| SGYQALPWVR |  | YITQNGDYQL |  | RTQ        |  |            |  |            |

A: Аланін

C: Цистеїн

D: Аспарагінова кислота

E: Глутамінова кислота

F: Фенілаланін

G: Гліцин

H: Гістидин

I: Ізолейцин

K: Лізин

L: Лейцин

M: Метіонін

N: Аспарагін

P: Пролін

Q: Глутамін

R: Аргінін

S: Серин

T: Треонін

V: Валін

W: Триптофан

Кодований геном білок за функцією належить до фосфопротеїнів. 
Задіяний у таких біологічних процесах, як взаємодія хазяїн-вірус, транспорт, транспорт білків, ацетилювання, альтернативний сплайсинг. 
Локалізований у мембрані, цитоплазматичних везикулах, апараті гольджі.